# Neuburg-Schrobenhausen járás
Neuburg-Schrobenhausen járás egy járás Bajorországban. Neuburg-Schrobenhausen járás Ingolstadt, Eichstätt, Pfaffenhofen an der Ilm, Donau-Ries és Aichach-Friedberg járásokkal határos. Lakosainak száma 76 493 fő (1987. május 25.).

## Népesség
A járás népessége az elmúlt években az alábbi módon változott:
| Lakosok száma | 73 438 | 76 493 | 91 783 | 92 700 | 93 505 | 94 654 | 95 759 | 96 164 |
|               | 1970   | 1987   | 2012   | 2013   | 2014   | 2015   | 2016   | 2017   |